# Знаменское-Раёк
Знаменское-Раёк (Вилла Раёк) — дворцово-парковый комплекс «Усадьба Стрешневых, XVIII в.», 1787 г. усадьба в Тверской области, Торжокский муниципальный район), построенная во второй половине XVIII века генерал-аншефом Фёдором Глебовым, объект культурного наследия федерального значения.

## История
Архитектурный ансамбль усадьбы включает господский особняк и круговую колоннаду (курдонёр), соединяющую его с боковыми флигелями (каретная и оранжерея) и стоящими напротив парадными воротами. Большинство павильонов и беседок усадебного парка утрачены в 1930-е годы. Палатный каскад прудов состоит из сохранившихся верхнего палатного и среднего палатного прудов.
Скорее всего, один из первоначальных проектов господского дома и малых архитектурных парковых форм усадьбы был выполнен новоторжским архитектором Н. А. Львовым, но до современного времени, документальных свидетельств этого авторства не обнаружено.
Над проектированием и строительством усадьбы, предположительно, работал архитектор Николай Львов (по настоящее время документальных доказательств не найдено), а также К. Буци, А. Трофимов, англичанин В. Ирвен, итальянец Ф. Руска.
По семейному разделу 1772 года земли по берегу Логовежи (долина Бережки-Раёк) отошли к одному из четырёх сыновей генерал-аншефа и сенатор Ивана Фёдоровича Глебова — Фёдору Ивановичу Глебову.
Место на излучине реки Логовежь когда-то прозывалось селище Бережок и Раец Малый. Знаменским оно стало позже по перестроенной в каменную церкви Знамения Пресвятой Богородицы в 1766—1768 годах генерал-аншефом и сенатором Иваном Фёдоровичем Глебовым.
В 1787 году молодой хозяин по согласованию и с разрешения церковнослужителей погоста Рай, начинает строительство тверского имения на церковной земле.
Замысел строительства парадной резиденции в Знаменском, вероятно, относится к концу 1770 годов. Архитектурный ансамбль усадьбы включает господский особняк и круговую колоннаду (курдонёр), соединяющую его с боковыми флигелями (каретная и оранжерея) и стоящими напротив парадными воротами. Большинство павильонов и беседок усадебного парка утрачены в 1930-е годы. Палатный каскад прудов состоит из сохранившихся верхнего и среднего палатных прудов.
В 2023 году усадьба, наряду с центром Торжка и другими усадьбами, спроектированными Н. А. Львовым, вошла в предварительный список всемирного наследия ЮНЕСКО.
В 2024 году Президент России Владимир Путин поддержал план реставрации усадьбы.

## Долина Бережки-Раёк
Спустя столетия долина остаётся курортной дестинацией на 200-м километре линейной мега-агломерации двух столиц Москва—Тверь—Санкт-Петербург, по маршруту: Завидово—Раёк—Селигер—Валдай.
В пределах восточной оконечности Валдайской возвышенности, под звездным небом эта местность простирается вдоль «бережков» излучины реки Логовежь, живописно огибая нескольких мысов, полуостровов, рукотворных и реликтовых рощ. Знаменский историко-культурный район с природными ландшафтами Савинского массива хранят в себе памятники археологии XVI—XIX веков.
В разное время до революции 1917 года вотчина долины принадлежала военачальникам Рожновым, дворянам Глебовым-Стрешневым и Дубасовым. После банкротства арендатора усадьбы (2002—2016 гг.), с 2017 года часть усадебных построек дворцово-паркового комплекса и земельный надел исторической территории имения долины Бережки-Раёк, исторически входящих в вотчину рода Глебовых-Стрешневых (п. Раёк — Васильева Гора — Свищёво — Сельцо).

## Церковь Знамение Пресвятой Богородицы на погостей Рай
Первая половина XVII века свидетельствует о находившейся на погосте Рай в Тверской губернии Знаменской церкви и церковной слободе. Сердце усадьбы — церковь Знамения Пресвятой Богородицы в Райке 1766 года, построенная отцом Ф. И. Глебова, генерал-аншефом Иваном Фёдоровичем Глебовым.
До революции 1917 года в церкви находились родовые иконы Глебовых: Николая Мирликийского Чудотворца и Знамения Божьей Матери, а также несколько икон кисти Боровиковского.

## Резиденция Вилла Раёк (спальный корпус санатория)
В парке усадьбы между храмом Знамение и господским особняком расположена П-образная в плане резиденция вилла Раёк с двором-курдонёром. Аутентичный особняк с видом на усадьбу и храм, лофты которого хранят историю школы и санатория, утопает в солнечных лучах и зелени ландшафтного парка XVIII века.
С 1967 году здесь располагалась Калининская воспитательная школа на 120 воспитанников, а также котельная, водонапорная башня, в поселке возводятся коттеджи для сотрудников школы. С 1974 года особняк расширяется второй очередью пищеблока с административным корпусом для санатория-профилактория, а в 1984 году с восточной стороны устраивается сауна и крытый бассейн.

## Термариум-отель Вилла Раёк (особняк тепловодогрязелечебницы в огородной слободе)
В 1861 году в восточной части огородной и церковной слободы усадьбы располагался дом притча. В послевоенное время особняк расширяется вдвое для размещения в нём тепловодогрязелечебницы, просуществовавшей здесь до 1996 года. С этого времени у особняка появляются единственные хозяева — аисты, которые проживут на трубе 4 поколения до 2022 года.